# تورید بالکه
تورید بالکه (انگلیسی: Turid Balke; ۲۵ ژوئیهٔ ۱۹۲۱ – ۵ ژانویهٔ ۲۰۰۰) هنرپیشه، نمایشنامه‌نویس، هنرمند اهل نروژ بود.